# 她去公爵家的理由
《她去公爵家的理由》是由Milcha創作的韓國网络小说。網路版小說於2018年正式完結，實體出版書冊共分為本篇故事3冊與外傳1冊。故事講述韓國高考生朴银河穿越至曾經閱讀的小說世界，變成小說裡的配角莱利娜，運用自己所知道的小說故事知識求生的經歷。
小說後被改編為網絡漫畫，由Whale担任網絡漫畫作画，中文版由快看漫画代理。2022年7月5日，宣佈漫画版將獲改編為日本電視動畫。動畫集數全12話。漫畫版在在2024「BookLive!讀者票選」的「讀者票選推薦最佳100部異世界漫畫」的排行榜中，位居少女漫畫·女性漫畫的第49名。

## 故事概述
※敘述故事情節以小說版為主。
朴银河是名平凡無奇的韓國少女（日本動畫版名字為花咲凛子，現實世界背景設定於日本），同時是透過高考補考得以錄取大學的高考生，她在收到替补考上大学的好消息的夜里，却遭人推下楼，穿越进了曾经看过的小说《贝阿特丽斯》書中世界。當她回神時，察覺自己的意識附身在即将被未婚夫杀死的女配角莱利娜·麦米伦身上，為了爭取自己在書中世界的活命機會，朴银河/花咲凛子以莱利娜的身份在書中世界展開行動，决心利用知道的小说内容，和公爵暨國王的王弟努尔贝斯特·温奈特做笔交易，以暫時成為努尔的未婚妻的條件，換取努尔的協助。
朴银河/花咲凛子（莱利娜）與努尔相識合作之餘，經歷各種事件和認識許多該世界的人們，兩者互生好感，甚至愛上對方，但同時作為《贝阿特丽斯》原作女主角的貝兒托利絲出於個人利益，屢次干預朴银河/花咲凛子（莱利娜）與努尔的行動。隨著朴银河/花咲凛子（莱利娜）與努尔深入調查，始理解小说《贝阿特丽斯》及其書中世界其實是「黑魔女」的創作成果，原先真正的「莱利娜」因為運用黑魔法提前知曉自己會死於「黑魔女」編寫的劇情中，於是從中作梗將本來該轉移至貝兒托利絲身體的朴银河/花咲凛子靈魂，移至自己的軀體，真正的「莱利娜」靈魂則寄附於原作女主角貝兒托利絲的身上。
真正的「莱利娜」眼見事跡敗露，心有不甘之下再度試圖對朴银河/花咲凛子（莱利娜）痛下殺手，結果遭朴银河/花咲凛子（莱利娜）反殺。真正的「莱利娜」死去後，朴银河/花咲凛子（莱利娜）不再需要面臨死亡威脅，正式以莱利娜的身份和努尔結婚，兩者新婚旅行途中與「黑魔女」相會，努尔向「黑魔女」許下希望來世仍能和朴银河/花咲凛子（莱利娜）找到彼此的願望，夫妻倆在接下來的期間育有一女艾莉亞，幸福度過餘生。
在番外篇的近尾聲交代朴银河/花咲凛子（莱利娜）和努爾結束《贝阿特丽斯》書中世界所有人生經歷的後續：朴银河/花咲凛子的靈魂回歸至現代韓國的社會，再度成為考上大學的高考生，但這次她未再發生遭人推下樓的事故，而是平安快樂地渡過上大學前的日子。故事尾聲，朴银河/花咲凛子與轉世至現代社會的努爾重逢。

## 人物
聲優分別為「游戏、廣播劇CD、動畫」。

### 主要人物
莱利娜·麦米伦（레리아나 맥밀런）
声优—韩国：Lee Gye-yun、Jang Mi、日本：宮本侑芽
本作女主角。暴发户麦米伦家的长女。特徵是褐色的過腰長髮與綠色雙眼。在原作小说中，莱利娜的死亡成为了原作女主貝兒托利絲回国的契机。在朴银河附身之后，决心利用已知的小说内容为自己求得生机。
朴银河 （박은하）
普通的韩国高考生（動畫版為日本高考生），外型是黑色中長髮和褐色雙瞳的少女。原作中已知家人有母親和兄長。在千辛万苦终于收到替补考上大学通知的下一刻，被神秘人物推下楼穿越进了小说，附身在莱利娜的身上，因為知曉莱利娜在原作小說的悲劇命運，試圖利用自己知曉的小說故事知識扭轉局勢，為此利用莱利娜的身份積極接近努尔公爵，藉此獲得對方的協助。原先基於爭取求生機會和努尔合作，隨著劇情推進在附身莱利娜的狀態和努尔漸生感情、締結婚約，同時在該世界建立人脈，和努爾聯手破解貝兒托利絲（亦即原本真正的「萊利娜」靈魂附身對象）的陰謀，反殺對自己不利的「萊利娜」。最終以莱利娜的身份與努爾結婚，兩者新婚旅行期間偶遇造成一切的起始者「黑魔女」，婚後與努爾育有一女艾莉亞。
因為努爾曾經向「黑魔女」許下「轉世之後也能找到彼此」的願望，在番外篇接近尾聲結束書中世界的冒險與經歷後，朴银河/花咲凛子的靈魂回歸現代世界的韓國，她考上大學且平安渡過正式入學前的期間，未再發生遭人推下樓的事件，以準大學生的身份和轉生至現代世界的努尔重逢。
努尔贝斯特·温奈特（노아 벌스테어 윈나이트）
声优—韩国：柳承坤、Choi Seung-hoon、日本：梅原裕一郎
本作男主角，通稱「努尔」。国王的弟弟，顺位第一的王位继承人。特徵是黑色短髮與金色的雙眼。在温文尔雅的外表下是身边人才知道的腹黑性格。與希亞托里希是同父異母兄弟。由於朴银河（花咲凛子）附身在莱利娜的身上，對她的個性與行動產生興趣，隨劇情推進對莱利娜（朴银河/花咲凛子）產生特殊的感覺，甚至愛上了對方，幫助莱利娜（朴银河/花咲凛子）破解貝兒托利絲（原本真正的「萊利娜」）的陰謀。最終偕同莱利娜（朴银河/花咲凛子）結為夫妻，新婚旅行期間向「黑魔女」許下「轉世之後也能找到彼此」的願望，婚後和莱利娜（朴银河/花咲凛子）育有一女艾莉亞。在番外篇近尾聲轉世至現代世界的韓國，和成為準大學生的朴银河/花咲凛子重逢。

### 其他人物
亞當·提拉（아담 테일러）
聲優—日本：梅田修一朗
努爾的近侍騎士，銀髮紅眼的青年。被派遣來保護萊利娜，同時也擔任監視的角色。自幼作為少年兵在戰場上行走，是個武術天才，經歷了艱苦的戰鬥。沉默寡言，表情也很少，但有著喜歡吃甜食的一面。
奇斯·威斯坦伯格（키이스 웨스턴버그）
聲優—日本：土岐隼一
努爾的首席輔佐官兼朋友，為溫奈特公爵家效命的伯爵，有著藍色的頭髮和綠色的眼睛，性格和藹可親，因此經常被努爾和希亞托里希牽著鼻子走。在意想不到的情況下，遇見了萊利娜。
希卡·戴敏特（히이카 데민트）
聲優—日本：石田彰
神殿的大神官，已經活了150年以上的傳奇人物，平時他封印自己的神力，使外表上看就像是個普通的孩子，實際上，他原本是一位白髮藍眼的青年。對萊利娜抱有好感，喜歡被稱為「爺爺」，後來認萊利娜為孫女，在努爾和萊利娜結婚後，仍歡迎萊利娜經常來神殿找他。
賈斯丁·夏瑪爾（저스틴 샤말）
聲優—日本：杉田智和
王國權勢者夏瑪爾侯爵的兒子，薇薇安的哥哥。雖然經常受到父親的嘮叨，但總是能輕鬆地應付。有著端正的容貌和優雅的舉止，擔任王室近衛騎士隊的隊長，擅長劍術，和努爾一樣強大。
薇薇安·夏瑪爾（비비안 샤말）
聲優—日本：矢野優美華
王國權勢者夏瑪爾侯爵的女兒，也是賈斯丁的妹妹，被稱為「社交界女王」。有著一頭紅色長髮與金色的雙眼，自認為憑藉美貌可以得到一切，但由於努爾對她不屑一顧，因此視萊利娜為眼中釘。
希亞托里希（시아트리히 뉴리얼 체이머스）
聲優—日本：諏訪部順一
努爾的異母哥哥，也是王國的國王。有著深藍色的短髮與金色的雙眼。因年幼時遭人投毒暗殺的經歷殘留後遺症，導致他的一隻腳無法行走，需要使用拐杖。自從萊利娜出現後注意到了努爾的變化，因此也開始對萊利娜產生興趣。很聰明，但也喜歡惡作劇，並試圖讓萊利娜親近自己。
布魯克斯（ブルックス）
萊利娜在書中世界的原未婚夫。原作中是毒殺萊利娜、促成原作女主角貝兒托利絲返國的角色。在朴银河（花咲凛子）的意識穿越附身萊利娜的身軀後，因為朴银河（花咲凛子）以萊利娜的身份採取不同的行動，躲過被其毒害的後果。
貝兒托利絲
書中世界的原作女主角，是「黑魔女」原預定讓朴银河（花咲凛子）附身的對象，但由於朴银河靈魂錯位進入萊利娜的身軀，察覺事有蹊翹有意修正因為朴银河（花咲凛子）附身莱利娜引發的事端。故事後期揭曉為原先的「萊利娜」靈魂附身的對象。
「黑魔女」
本作關鍵角色，譜寫小說《貝阿特麗斯》的作者。「黑魔女」原先預定讓朴银河（花咲凛子）穿越成為貝兒托利絲，但是被原先的「萊利娜」透過黑魔法知道劇情的發展，原先的「萊利娜」為了遏止自己被黑魔女的影響死去兼忌妒貝兒托利絲的生活，遂運用黑魔法轉移靈魂改變「黑魔女」預定的附身魔法，造成原先的「萊利娜」成為貝兒托利絲、朴银河（花咲凛子）的靈魂則轉移至萊利娜的身體（亦是被附身後的萊利娜時常陷入昏迷狀態和餘命無己的原因）。後來附身萊利娜的朴银河（花咲凛子）與努爾新婚旅行期間，為努爾實現讓兩者轉生後仍不分離的願望，促成朴银河（花咲凛子）和努爾在現實世界的韓國再度相遇。

## 出版书籍

### 網絡小說
《她去公爵家的理由》是由韩国作家Milcha所创作的网络小说。为D&C Media旗下itBOOK作品，并自2017年9月4日起于韩国企业Kakao旗下的漫画与电子小说平台KakaoPage连载。日文版于Piccoma连载。2021年9月11日起于漫画小说平台Tappytoon连载英文版小说。
| 卷數 | D&C Media      | D&C Media                                       |
| 卷數 | 發售日期       | ISBN                                            |
| ---- | -------------- | ----------------------------------------------- |
| 1    | 2016年12月28日 | ISBN 9791170338017（限定版） ISBN 9791170337751 |
| 2    | 2016年12月28日 | ISBN 9791170338017（限定版） ISBN 9791170337768 |
| 3    | 2017年2月28日  | ISBN 9791170338017                              |
| 外传 | 2018年8月17日  | ISBN 9791162686546（限定版） ISBN 9791162686508 |

### 网络漫画
改编漫画版与小说相同由D&C Meida发行，并自2017年9月3日至2021年3月22日于Kakaopage连载。中文版由快看漫画代理。日文版于Piccoma连载，并交由KADOKAWA出版单行本。连续入选Piccoma2019年、2020年、2021年最想读作品，并获得4000万以上点赞。
| 卷數 | D&C Media      | D&C Media                                       |
| 卷數 | 發售日期       | ISBN                                            |
| ---- | -------------- | ----------------------------------------------- |
| 1    | 2019年7月22日  | ISBN 9791189320270（限定版） ISBN 9791197315688 |
| 2    | 2019年11月25日 | ISBN 9791189320355（限定版） ISBN 9791197315695 |
| 3    | 2020年8月12日  | ISBN 9791189320669（限定版） ISBN 9791191363814 |
| 4    | 2021年1月4日   | ISBN 9791197303852（限定版） ISBN 9791197303814 |
| 5    | 2021年6月28日  | ISBN 9791191363937（限定版） ISBN 9791191363913 |
| 6    | 2021年8月30日  | ISBN 9791167770035（限定版） ISBN 9791191363999 |
| 7    | 2022年1月3日   | ISBN 9791167770172（限定版） ISBN 9791167770165 |
| 8    | 2023年4月10日  | ISBN 9791167770844（限定版）                    |
| 8    | 2023年5月19日  | ISBN 9791167770837                              |

## 電視動畫

### 製作人員
- 原作：Milcha
- 漫畫：Whale
- 導演：山元隼一
- 系列構成：廣田光毅
- 角色設計、總作畫監督：橋本治奈
- 道具設計：枝松聖
- 美術監督：加藤賢司
- 色彩設計：日比智惠子
- 攝影監督：船越雄弦
- 3DCG：渡邊哲也
- 編輯：茶圓一郎
- 音響監督：蝦名恭範
- 音響製作：Glovision
- 音樂：井內啟二
- 音樂製作：Lantis
- 動畫製作：颱風Graphics[3]

### 主题曲
片頭曲
《SURVIVE》
主唱：MindaRyn，作詞・作曲：SACHIKO，編曲：小山寿
片尾曲
《Always and Forever》
主唱：SERRA，作詞・作曲：SERRA，編曲：河合泰志
《Fireworks》（第6話）
主唱：MindaRyn，作詞・作曲・編曲：Ryu Matsuyama

### 各話列表
| 話數     | 標題                 | 劇本     | 分鏡     | 演出                | 作畫監督                                                                                          | 首播日期       |
| -------- | -------------------- | -------- | -------- | ------------------- | ------------------------------------------------------------------------------------------------- | -------------- |
| 第一話   | 她交易的理由         | 廣田光毅 | 山元隼一 | 山元隼一            | 石川慎亮 noroanna Mubon Hyeong Jun Ryu Joong Hyeon Jeon Hyun Jin                                  | 2023年 4月10日 |
| 第二話   | 她簽約的理由         | 廣田光毅 | 小坂春女 | 又野弘道            | 櫻井拓郎 清水勝祐 永田有香 韓承熙 柳昇希 金慶鎬 姜美愛                                            | 4月17日        |
| 第三話   | 她做新娘修行的理由   | 村井雄   | 小林一三 | 村田尚樹            | 櫻井拓郎 韓承熙 永田有香 趙傑 張金浩 徐學文 小堤悠香 苗木陽子 河西睦月                            | 4月24日        |
| 第四話   | 她奉陪吵架的理由     | 廣田光毅 | 西島克彥 |                     | 韓承熙 佐藤結花 Park.S.H Kim.J.W Kwon.Y.S Lee.B.S Lee.Y.M                                         | 5月1日         |
| 第五話   | 她被帶走的理由       | 村井雄   | 泷川和男 | 友田政晴            | 柳昇希 金慶鎬 樸在石 李官雨 光之園動畫 苗木陽子 栗原美樹 藤谷奈美 佐藤大輔                        | 5月8日         |
| 第六話   | 她變裝的理由         | 廣田光毅 | 比嘉一博 | 上薗隆浩 山元隼一   | 丹澤學 錦戶未奈 橋本真希 林田多希 Haavard Skyjeggestad Dale 陳潔瓊                                | 5月15日        |
| 第七話   | 她給了手帕的理由     | 村井雄   | 小林一三 | 村田尚樹            | 小林一三 櫻井拓郎 韓承熙 柳昇希 金慶鎬 樸在石 李官雨 松喬動畫 星月動畫 Studio MYU 藤谷奈美 李周鉉 | 5月22日        |
| 第八話   | 她去神殿的理由       | 廣田光毅 | 許平康   | 飯村正之 大津良寬   | 4tune                                                                                             | 6月29日        |
| 第九話   | 她被稱為野蠻人的理由 | 廣田光毅 | 西島克彥 | 大久保唯男 橋本光夫 | 飯塚葉子 佐藤桂                                                                                   | 6月5日         |
| 第十話   | 她叫人爺爺的理由     | 村井雄   | 小坂春女 | 上薗隆浩            | 藤谷奈美 北原安鶴紗 若山政志 二代目 手島勇人 臼田美夫 佐藤大輔 光之園動畫                         | 6月12日        |
| 第十一話 | 她裝作不知情的理由   | 村井雄   | 小林一三 | 橋本光夫            | 丹澤學 錦戶未奈 林田多希 陳潔瓊 邱錦 趙親雲                                                       | 6月19日        |
| 第十二話 | 她去公爵家的理由     | 廣田光毅 | 小林一三 | 武藤信宏            | 相澤步 Mubon Hyeong Jun Ryu Joong Hyeon                                                           | 6月26日        |

### 播映平台
| 播映地區 | 播映平台       | 播映日期        | 播映時間              | 備註 |
| -------- | -------------- | --------------- | --------------------- | ---- |
| 臺灣     | 巴哈姆特動畫瘋 | 2023年4月10日－ | 星期二 20:40（UTC+8） |      |
| 臺灣     | 中華電信MOD    | 2023年4月10日－ | 星期二 20:40（UTC+8） |      |
| 臺灣     | Hami Video     | 2023年4月10日－ | 星期二 20:40（UTC+8） |      |
| 臺灣     | friDay影音     | 2023年4月10日－ | 星期二 20:40（UTC+8） |      |
| 臺灣     | KKTV           | 2023年4月10日－ | 星期二 20:40（UTC+8） |      |
| 臺灣     | MyVideo        | 2023年4月10日－ | 星期二 20:40（UTC+8） |      |

## 外部連結
- 小说連載網站 （页面存档备份，存于） 
- 漫畫連載網站 （页面存档备份，存于） 
- 游戏官方网站 （页面存档备份，存于） 
- 電視動畫官方網站 （页面存档备份，存于） （日語）
- 電視動畫的X（前Twitter）（日語）
- 中文版漫畫連載網站 （页面存档备份，存于）